# Distrito de Pueblo Nuevo (Leoncio Prado)
El distrito de Pueblo Nuevo es uno de los diez que conforman la provincia de Leoncio Prado ubicada en el departamento de Huánuco en el centro del Perú.

## Historia
El distrito fue creado mediante la ley N.º 30440 el 28 de mayo de 2016, en el gobierno de Ollanta Humala.
Durante los primeros años, la municipalidad distrital de José Crespo y Castillo era la encargada de la administración de recursos y servicios públicos del distrito de Pueblo Nuevo, en tanto se elijan e instalen nuevas autoridades.

## Capital
Su capital es el pueblo de Pueblo Nuevo.

## Ubicación
| Noroeste: José Crespo y Castillo | Norte: José Crespo y Castillo                                  | Nordeste: Departamento de Ucayali |
|                                  |                                                                |                                   |
|                                  | Sur: Hermilio Valdizan + Luyando + Castillo Grande + Rupa Rupa |                                   |